# Прича једног човека
Прича једног човека је 72. епизода стрип серијала Кен Паркер. Објављена је у бр. 9. Кен Паркера издавачке куће System Comics у јануару 2004. године. Свеска је коштала 99 динара (1,74 $; 1,46 €). Епизоду су нацртали Иво Милацо, Ђузепе Барбати, Масимо Бертолоти и Паскале Фрисенда, а сценарио је написао Ђанкарло Берарди. Епизода је објављена у два дела и имала укупно 88 страна.

## Оригинална епизода
Оригинална епизода објављена је премијерно објављена у италијанском Кен Паркер Магазину бр. 14. и 15. из новембра 1993, одн. јануара 1994. године под називом Umana avventura. Цена свеске износила је 3.500 лира (2,35 $; 3,71 DEM).

## Кратак садржај
Смештен у изнајмљеној соби у граду Манитоба (Канада), Кен започиње са писањем своје прве приче у нади да ће је објавити новинар Нед Бентлајна, који га је наговорио да пише о својим авантурама у једној од ранијих епизода (КП-5). Цела епизода испричана је као Кенова нарација авантуре која му се десила у на Лабрадорској обали (КП-8) док седи у својој соби.

### Радња романаПрича једног човека
Након одласка са севера Канаде где је провео неко време са Инуитима (КП-8), Кен путује даље са инуитом Оакпехом. Њих двојица најпре наилазе на двојицу трговаца Арчибалда Лича и Лајама О’Дија, који раде за компанију American Furs Trade која тргује крзном и кожама. Њих двојица желе да наговоре локална индијанска племена да престану да тргују са Hudson Bay Company, а да уместо тога крзно и коже продају њима. У замену нуде индијанцима пушке и виски. Кену и Оакпеху нуде плату да им помогну као преводиоци са локалним индијанцима.
Њих четворица наилазе на племе Кри (Cree) индијанаца који им одузимају оружје и касније убијају Арчија и О’Дија у ритуалу мучења. Кена пуштају на слободу, али га свлаче до голе коже и дају му неколико минута предности да бежи. У трци за живот, Кен успева да побегне индјанцима да би се после тога вратио у њихов логор и у рамбовском стилу осветио за понижење. Након што хладнокрвно убија поглавицу Тискуна, Кен ослобађа Оакпеха и са њим креће даље.
Причу се завршава на овом месту и враћа у садашњност где Кен и даље седи у својој соби. О’Нали стана покушава да га избаци, јер Кен нема пара за кирију. Али супруга Телма О’Нали успева да убеди супруга да задрже Кена након што је прочитала први део романа под називом ”Авантура једног човека”. На крају и стари О’Нали мишљење. Када Кен сазнаје да власник куће путује у Бостон, он га моли да рукопис однесе у Бостн Неду Бантлајну, а такође и писмо које жели да напише Теби.

## Значај епизоде
Епизода је заснована на истинитом догађају. Сличан садржај -- лов на човека -- био је тема неколико филмова, као и стрипова Ник Рајдер и Мистер Но.
Ово је друга епизода у серијалу у којој Кен игра улогу наратора. То је већ радио у епизоди Клопка за Кена. (ЛМС-527.)